# 小鱼山 (舟山)
30°18′43″N 121°55′48″E / 30.311816093855676°N 121.92988313734531°E
小鱼山是浙江省舟山群岛中西部的火山列岛中第二大岛屿，行政上属于岱山县高亭镇渔山社区管辖，位于大鱼山以西约2500米处，面积0.49平方公里。小鱼山原为有人居住岛屿，直到1986年岛上居民才全部迁往大鱼山。